# Lípa ve Štěnovicích
Lípa ve Štěnovicích je památný strom ve Štěnovicích. Lípa malolistá (Tilia cordata Mill.) roste v severní části obce v ulici Na Šancích naproti čp. 169, v nadmořské výšce 330 m. Jedná se mohutný strom, jehož výška je 22 m, obvod kmene 380 cm (měřeno 2009), zdravotní stav je velmi dobrý. Lípa je chráněna od 1. května 2008 jako krajinná dominanta.